# Lista de arranha-céus da China
Nesta lista estão os edifícios da China por altura, onde se encontra também o número de andares de cada construção. Esses edifícios chamam a atenção pelo tamanho e arquitetura e a maioria deles foi construído ou foi terminado no Século XXI.

## Arranha-céus

### Já edificados

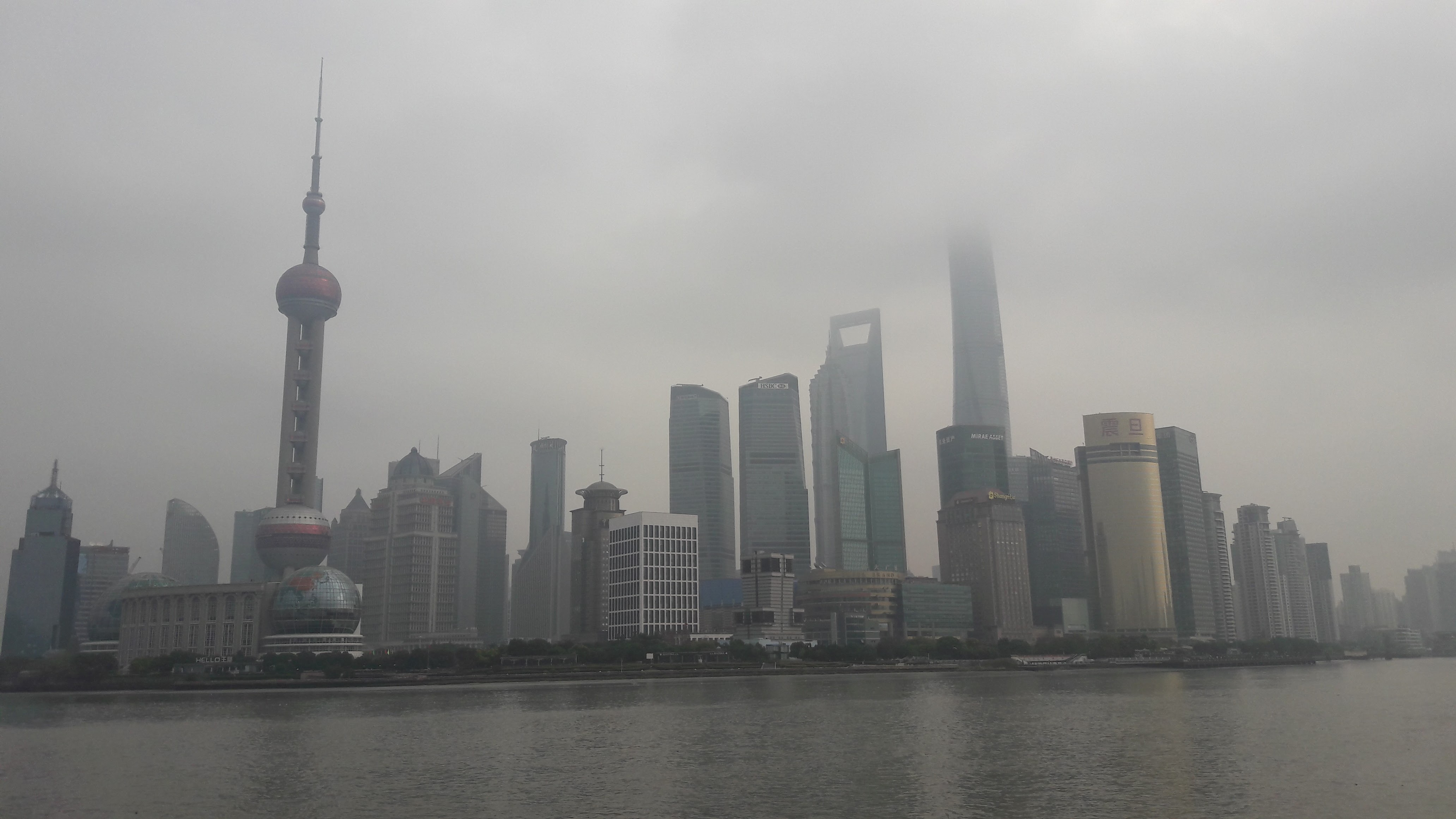
Na cidade de Shangai é onde ficam 3 edifícios que estão entre os 10 mais altos da China: Shangai Tower, Shangai World Financial
Center e Jin Mao Tower

| Nº  | Edifício                        | Altura (m) | Andares | Cidade    |
| --- | ------------------------------- | ---------- | ------- | --------- |
| 1   | Shanghai World Financial Center | 494m       | 101     | Shangai   |
| 2   | International Commerce Centre   | 484m       | 118     | Hong Kong |
| 3   | Greenland Zifeng Tower          | 450m       | 89      | Nanjing   |
| 4   | Kingkey 100                     | 442m       | 98      | Shenzhen  |
| 5   | Guangzhou Twin Towers           | 437m       | 103     | Guangzhou |
| 6   | Jin Mao Tower                   | 421m       | 88      | Shangai   |
| 7   | Two Financial Centre            | 415m       | 88      | Hong Kong |
| 8   | CITIC Plaza                     | 391m       | 80      | Guangzhou |
| 9   | Shun Hing Square                | 384m       | 69      | Shenzhen  |
| 10  | Central Plaza                   | 374m       | 78      | Hong Kong |
| 11  | Bank of China Tower             | 367m       | 112     | Hong Kong |
| 12  | The Center                      | 346m       | 76      | Hong Kong |
| 13  | Minsheng Bank Building          | 331m       | 68      | Wuhan     |
| 14= | Shimao International Plaza      | 330m       | 60      | Shangai   |
| 14= | China Trade Center 3            | 330m       | 74      | Pequim    |
| 16  | Nina Tower                      | 319m       | 80      | Hong Kong |
| 17  | One Island East                 | 308m       | 70      | Hong Kong |
| 18  | SEG Plaza                       | 292m       | 70      | Shenzhen  |
| 19  | Plaza 66                        | 288m       | 66      | Shangai   |
| 20  | Tomorrow Square                 | 285m       | 55      | Shangai   |
| 21= | Chongqing Trade Center          | 283m       | 60      | Chongqing |
| 21= | Cheung Kong Center              | 283m       | 62      | Hong Kong |
| 23  | HK Twin Tower                   | 278m       | 62      | Hong Kong |
| 24  | Diwang Commerce Center          | 276m       | 54      | Nanning   |
| 25  | Wuhan World Trade Tower         | 273m       | 58      | Wuhan     |
| 26= | The Cullinan North Tower        | 270m       | 68      | Hong Kong |
| 26= | The Cullinan South Tower        | 270m       | 68      | Hong Kong |
| 28= | China International Center      | 269m       | 62      | Guangzhou |
| 28= | Dapeng International Plaza      | 269m       | 56      | Guangzhou |
| 30= | Bocom Financial Towers          | 265m       | 52      | Shangai   |
| 30= | One Lujiazui                    | 265m       | 47      | Shangai   |
| 32= | Shenzhen Special Tower          | 262m       | 47      | Shenzhen  |
| 32= | Grand Gateway Shanghai I        | 262m       | 52      | Shangai   |
| 33  | Grand Gateway Shanghai II       | 262m       | 52      | Shangai   |

### Em construção

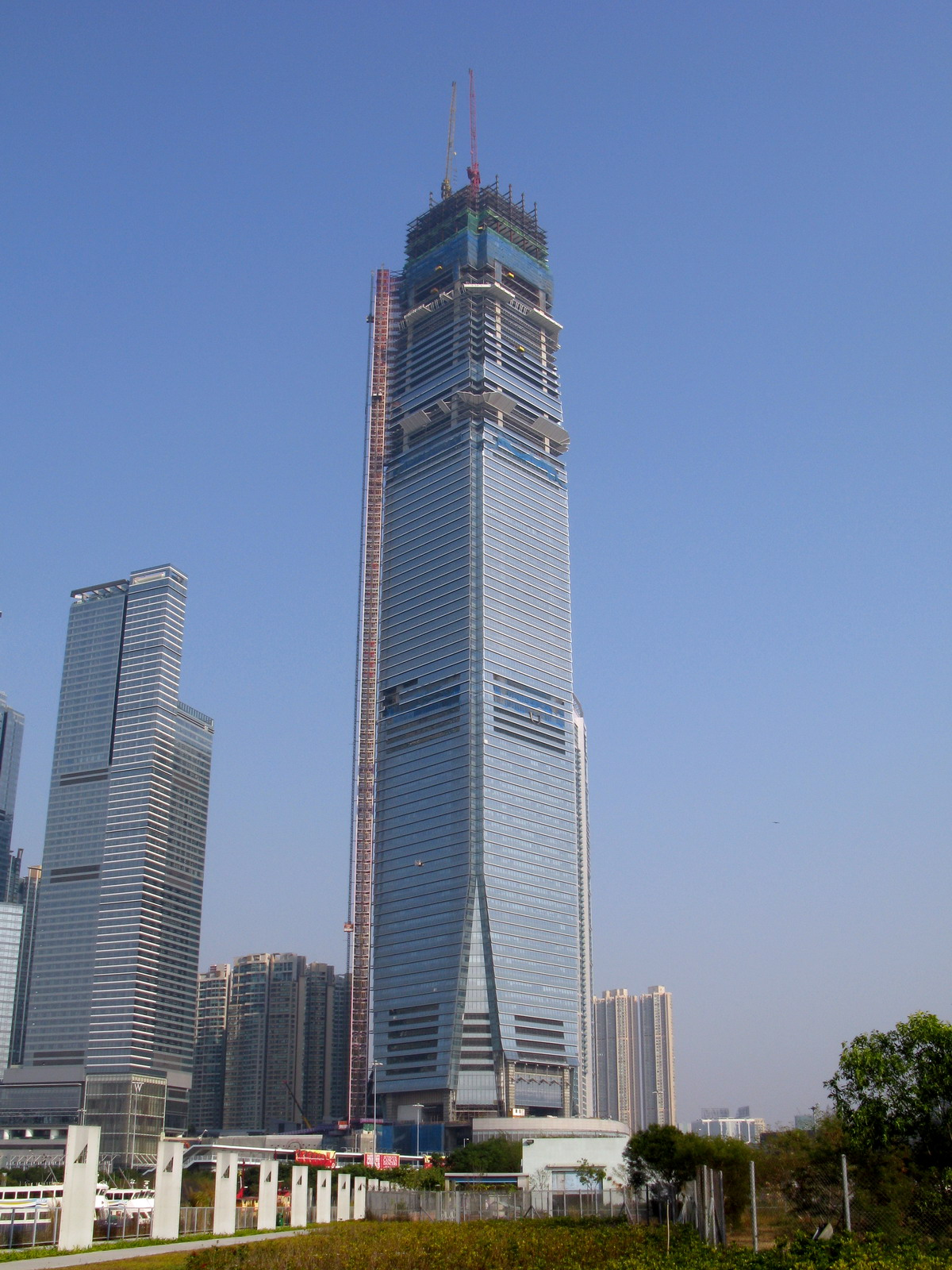
International Commerce Centre o futuro terceiro maior edifício da CHN

| Nº | Edifício                            | Altura (m) | Andares | Ano  | Cidade    |
| -- | ----------------------------------- | ---------- | ------- | ---- | --------- |
| 1  | Pingan International Finance Centre | 660m       | 115     | 2015 | Shangai   |
| 2  | Shangai Tower                       | 632m       | 128     | 2014 | Shangai   |
| 3  | Wuhan Greenland Center              | 606m       | 119     | 2016 | Wuhan     |
| 4  | Goldin Finance 117                  | 597m       | 117     | 2015 | Tianjin   |
| 5  | Chow Tai Fook Centre                | 530m       | 116     | 2016 | Guangzhou |
| 8  | Dalian Greenland Center             | 518m       | 88      | 2016 | Dalian    |
| 9  | International Commerce Centre 1     | 468m       | 99      | 2016 | Chongqing |
| 10 | Tianjin R&F Guangdong Tower         | 468m       | 91      | 2015 | Tianjin   |
| 12 | Wuhan Center                        | 438m       | 88      | 2015 | Wuhan     |
| 13 | Dalian Eton Center                  | 388m       | 81      | 2013 | Dalian    |

## Links
- skyscrapercity.com